# Bunker d'Anielewicz
Le bunker d’Anielewicz est un abri souterrain, aujourd’hui détruit, qui se trouvait à l’intersection des rues Miła (l'adresse d’avant-guerre : 18 rue Miła) et Dubois  dans le quartier de Muranów à Varsovie. À la fin du soulèvement du ghetto de Varsovie les combattants de l'Organisation juive de combat (OJC) et leur commandant Mordechaj Anielewicz s'y sont cachés et y sont morts.
En 1946, un monticule de terre, appelé le monticule d’Anielewicz a été édifié, à l'emplacement du bunker.

## Historique

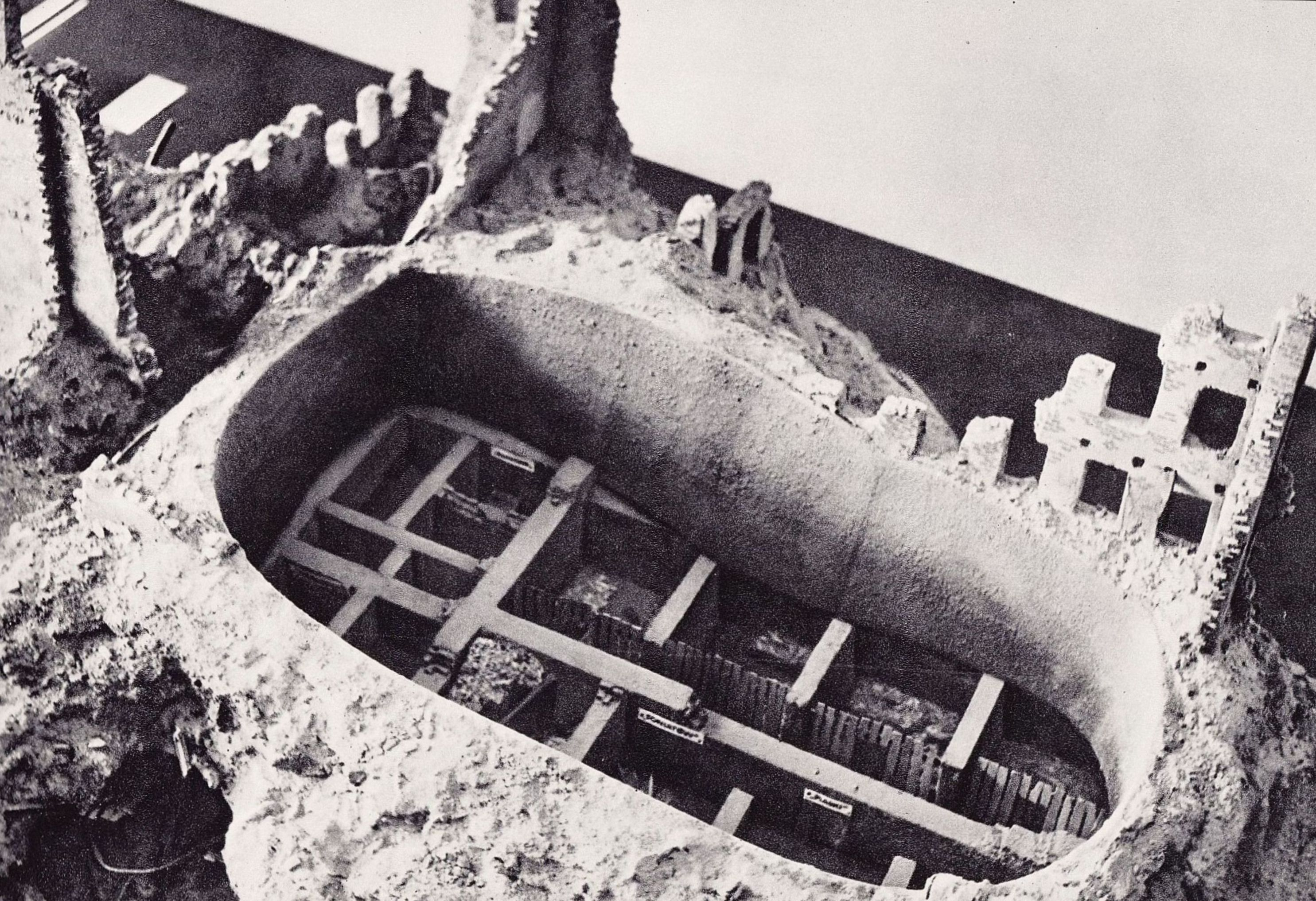
Reconstitution du bunker de l’OJC, au 18 de la rue Miła.

Durant le soulèvement, l'état-major d’OJC se trouve au 29 de la rue Miła. Après sa découverte, il est déplacé dans une casemate au 18 de la même rue. Ce grand bunker, construit dans le sous-sol du bâtiment détruit en septembre 1939, est approvisionné en eau et en électricité et a servi à stocker de la nourriture et de l’armement. Au début, il appartenait à la pègre juive sous le commandement de Szmul Aszer.
Le bunker est divisé en deux parties par un étroit corridor. Des chambres, appelées par les insurgés: Treblinka, Trawniki, Poniatów, Piaski, Getto sont réparties de part et d'autre. Le bunker possède six entrées.
Le 8 mai 1943, le bunker qui abrite 300 personnes, est cerné par les Nazis et des troupes de collaborateurs ukrainiens. Une partie des occupants (surtout des civils) décident de se rendre et quittent le bunker. Dans un combat inégal, les soldats de l’OJC tentent de repousser l'ennemi, jusqu'à ce que les Nazis commencent à les gazer. Selon le témoignage de Tosia Altman, un des rares survivants parvenu à s'échapper par la seule entrée non découverte par les Allemands, les combattants juifs, encouragés par Arie Wilner ont préféré se suicider collectivement plutôt que de se rendre. L’un des insurgés, Lutek Rotblat, tire d’abord sur sa mère avant de se donner la mort,.

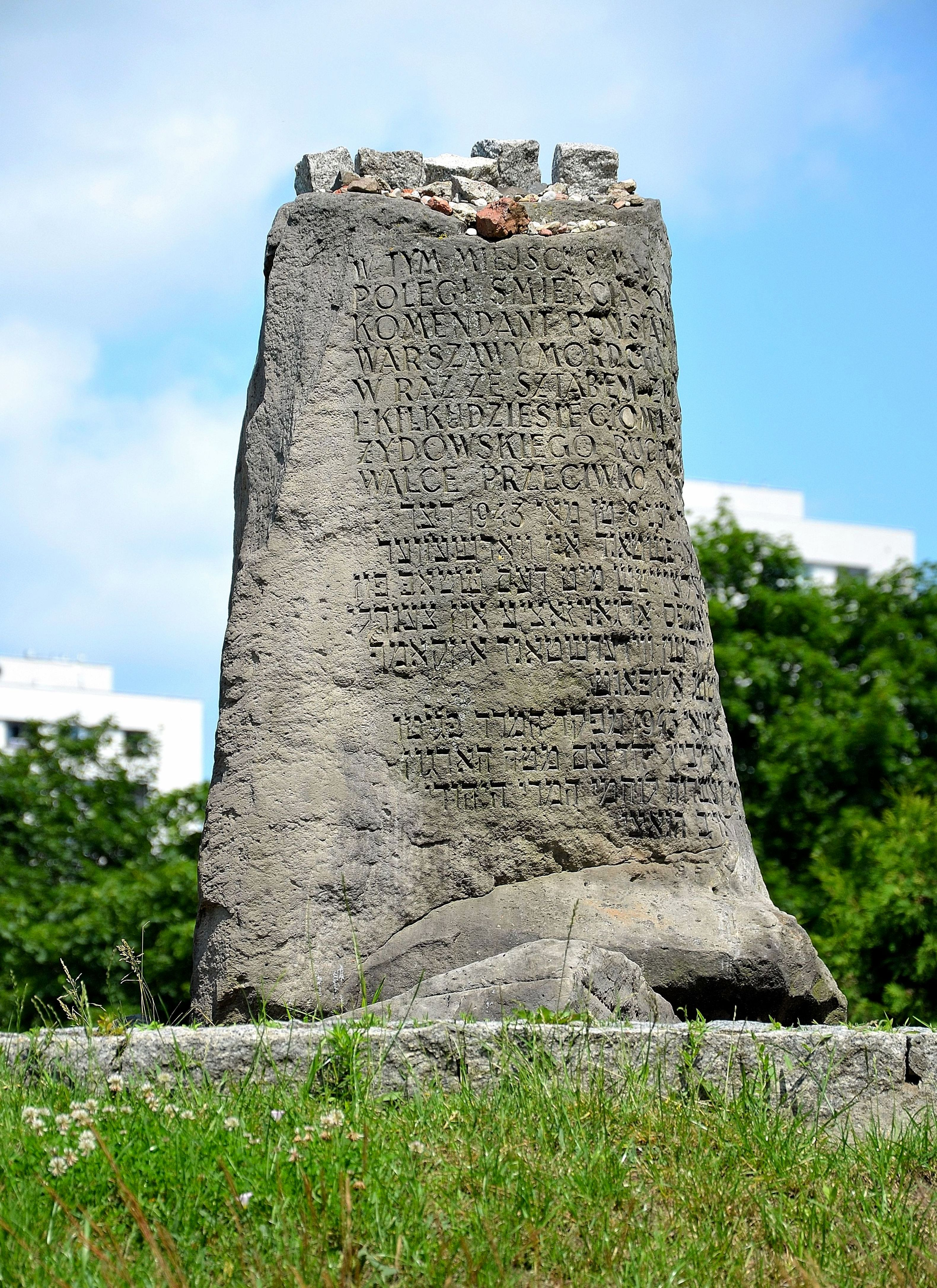
Pierre commémorative au sommet du monticule d’Anielewicz accompagné de pierres posées par les visiteurs d’Israël.

Environ 120 insurgés, parmi lesquels le commandant de l'OJC Mordechaj Anielewicz et sa compagne Mira Fuchrer sont morts. Il y a une quinzaine de survivants, parmi eux : Michał Rozenfeld, Tosia Altman, Jehuda Węgrower, Pnina Zalcman et Menachem Bigelman, mais beaucoup décèdent dans les jours suivants des suites de leurs blessures ou de l'intoxication due au gaz alors qu'ils se sont réfugiés dans la zone « aryenne »,.
En raison de la similitude entre les événements de mai 1943 et ceux de l'an 73 ou 74 dans l'ancienne forteresse juive Massada, assiégée par les Romains, le bunker de la rue Miła est appelé la « Massada de Varsovie ». Aucune opération d’exhumation n'ayant été entreprise depuis 1945, le bunker détruit est devenu, depuis, une tombe collective.

## Commémoration
En 1946, à l’initiative du Comité central des Juifs polonais, un monticule (appelé le monticule d’Anielewicz) a été édifié utilisant des débris des bâtiments voisins. Au sommet du monticule une pierre commémorative avec les inscriptions en polonais, hébreu et yiddish a été posée : 
« Dans ce lieu, le 8 mai 1943, le commandant du soulèvement du ghetto de Varsovie Mordechaj Anielewicz avec l’état-major de l’OJC et quelques dizaines des combattants de la résistance juive ont péri dans un combat contre l’occupant allemand. »

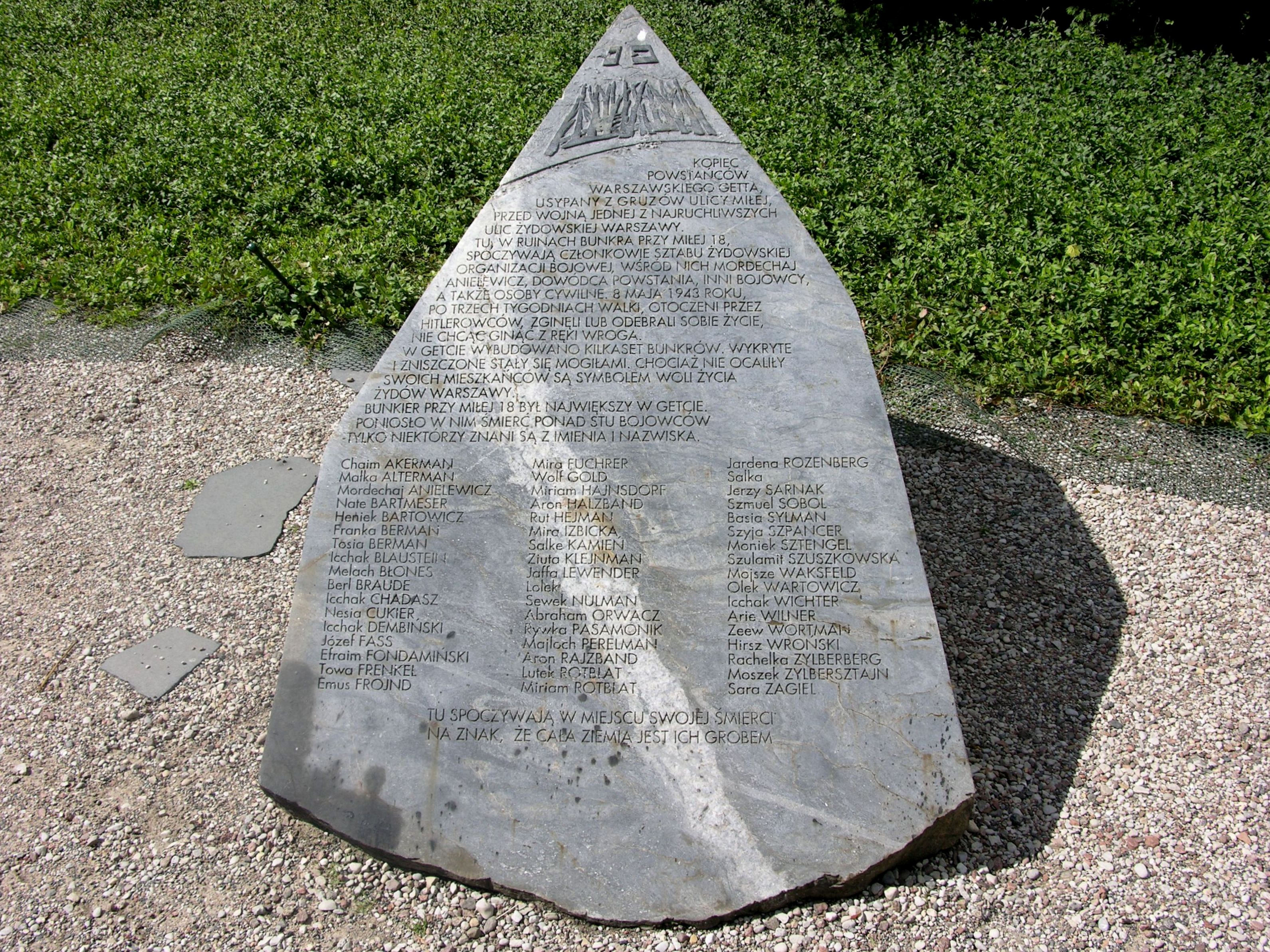
Obélisque avec les noms des 51 combattants juifs.

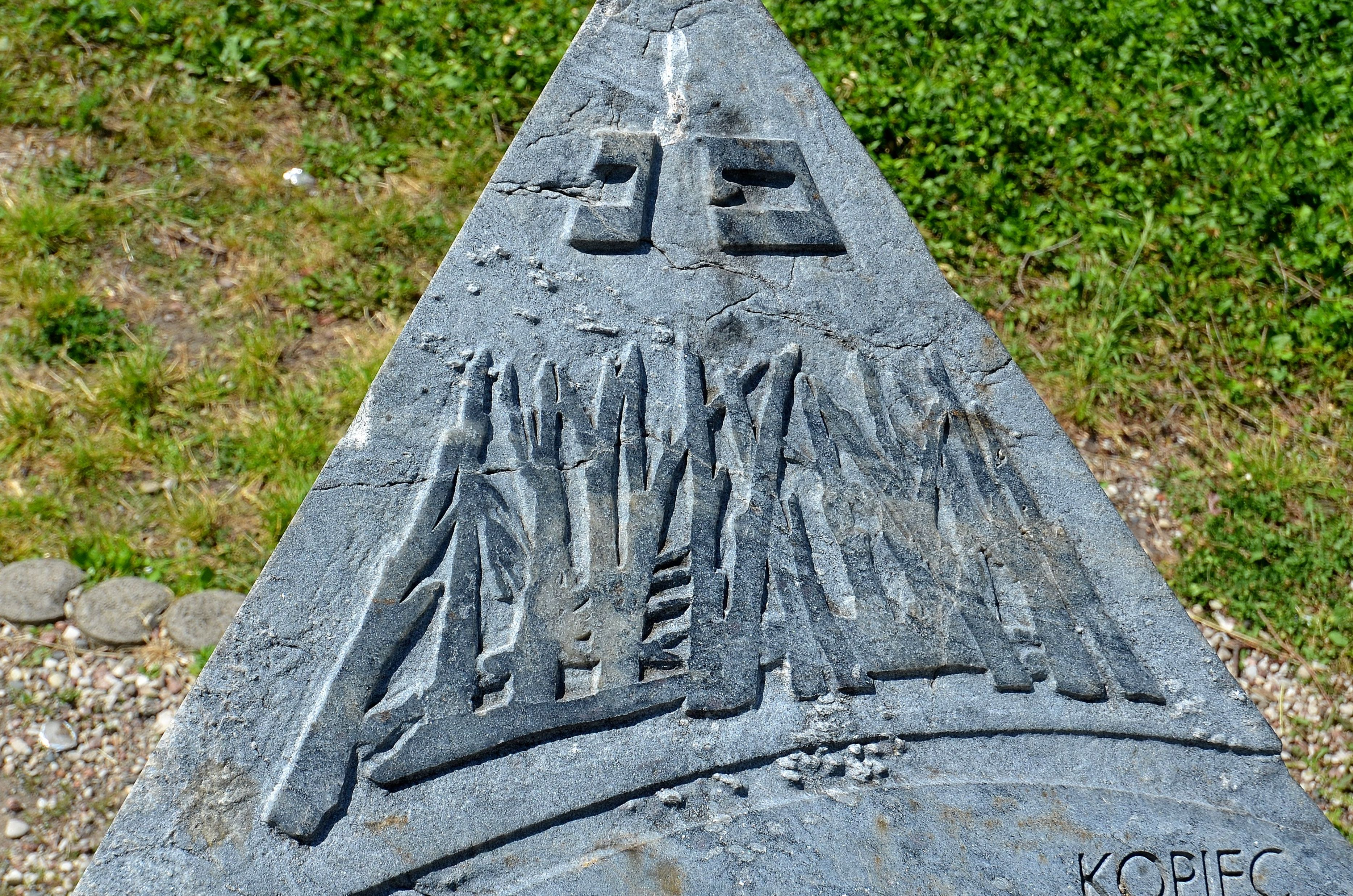
Motif d'arbres tombés, sur le devant de l’obélisque.

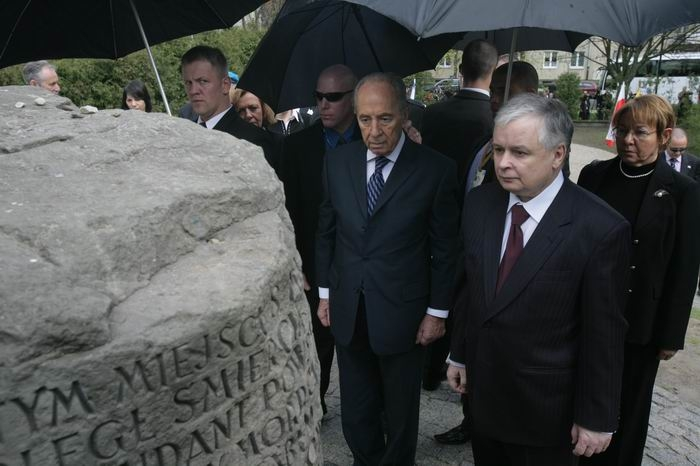
Les présidents de Pologne et d’Israël, Lech Kaczyński et Shimon Peres, rendent hommage aux insurgés juifs, morts dans le bunker (2008).

En 2006, le jardin, autour du monticule et à droite de l'entrée, a été aménagé. Un petit obélisque pyramidal, conçu par Hanna Szmalenberg et construit par le sculpteur, Marek Moderauy a été placé. Sur le monument, on peut y lire une inscription en polonais, anglais et yiddish rédigée par Piotr Matywiecki : 
« Le monticule des insurgés du ghetto de Varsovie, a été créé à partir des débris de la rue Miła, l'une des rues le plus animées de la Varsovie juive d’avant-guerre. Ici, dans les ruines du bunker du 18 de la rue Miła, reposent les membres de l’état-major de l'Organisation Juive de Combat, le commandant du soulèvement, Mordechaj Anielewicz, d'autres combattants et des civils. Le 8 mai, après trois semaines de combats, encerclés par les nazis, ils ont préféré se suicider que d'être pris par l’ennemi. Ils reposent sur le lieu de leur mort, mais toute la terre est leur tombe. Dans le ghetto, il y avait des centaines de bunkers. Ceux qui ont été découverts et détruits, sont devenus tombeaux. Bien qu’ils n'aient pas sauvé les Juifs de Varsovie, ils symbolisent leur volonté de vivre. Le bunker du 18 de la rue Miła est l’un des plus grands du ghetto. Plus de 100 combattants y sont morts. On ne connaît qu'une partie des noms de survivants »
Sur la façade de l’obélisque, sont gravés les noms des 51 combattants juifs dont l’identité est connue. On a aussi répété le motif de la forêt d’arbres à terre, du monument de l’Umschlagplatz.
En 2008, à la demande de la Fondation pour la Protection du Patrimoine Juif, le monticule a été enregistré comme monument historique.
Aujourd’hui, au 18 de la rue Miła se trouve un immeuble collectif, situé à 700 mètres à l’ouest dans le quartier de Wola.

## Combattants morts dans le bunker de la rue Miła
- Chaim Akerman
- Małka Alterman
- Tosia Altman
- Mordechaj Anielewicz
- Nate Bartmeser
- Heniek Bartowicz
- Franka Berman
- Icchak Blaustein
- Melach Błones
- Berl Braude
- Icchak Chadasz
- Nesia Cukier
- Icchak Dembiński
- Józef Fass
- Efraim Fondamiński
- Towa Frenkel
- Emus Frojnd
- Mira Fuchrer
- Wolf Gold
- Miriam Hajnsdorf
- Aron Halzband
- Rut Hejman
- Mira Izbicka
- Salke Kamień
- Ziuta Klejnman
- Jaffa Lewender
- "Lolek"
- Sewek Nulman
- Abraham Orwacz
- Rywka Pasamonik
- Majloch Perelman
- Aron Rajzband
- Lutek Rotblat
- Miriam Rotblat
- Jardena Rozenberg
- "Salka"
- Jerzy Sarnak
- Szmuel Sobol
- Basia Sylman
- Szyja Szpancer
- Moniek Sztengel
- Szulamit Szuszkowska
- Mojsze Waksfeld
- Olek Wartowicz
- Icchak Wichter
- Arie Wilner
- Zeew Wortman
- Hirsz Wroński
- Rachel Zylberberg
- Moszek Zylbertszajn
- Sara Żagiel

## Le 18 de la rue Miła dans la littérature
Mila 18 est le titre du roman de Leon Uris, écrit en 1961, sur le ghetto de Varsovie.

## Sources
- (pl) Cet article est partiellement ou en totalité issu de l’article de Wikipédia en polonais intitulé « Bunkier Anielewicza w Warszawie » (voir la liste des auteurs).